# 萨尼拉克县 (密歇根州)
薩尼拉克县（英語：Sanilac County）是美國密西根州下半島東部的一個縣，東臨休倫湖。面積4,119 平方公里。根據美國2000年人口普查，共有人口44,547人。縣治桑德斯基（Sandusky）。
成立於1822年9月10日，縣政府成立於1849年12月31日。縣名懷恩多特是傳說中的一位戰士的名字。。